# Chat de voz
El 'chat de voz ' es una forma de comunicación utilizada en Internet. Se refiere a la comunicación con voz y sonido a través de programas de mensajería instantánea como Yahoo! Messenger, Windows Live Messenger, Skype o inSpeak. Esta manera de comunicarse es muy usada por personas que se encuentran a grandes distancias y que debido a ello una llamada telefónica supondría un gasto considerable. No hay que confundir chat de voz con Voz sobre IP, ya que esta última es una tecnología en la que es puede (o no) apoyarse la transmisión de los datos sonoros.